# Parque de San Isidro
Parque de San Isidro är en park i Spanien.   Den ligger i provinsen Provincia de Madrid och regionen Madrid, i den centrala delen av landet, i huvudstaden Madrid. Parque de San Isidro ligger 623 meter över havet.
Terrängen runt Parque de San Isidro är platt. Runt Parque de San Isidro är det mycket tätbefolkat, med 4 670 invånare per kvadratkilometer. Närmaste större samhälle är Madrid, 3,0 km nordost om Parque de San Isidro. Runt Parque de San Isidro är det i huvudsak tätbebyggt.